# Terujuki Moniwa
Terujuki Moniwa (* 8. září 1981) je japonský fotbalista.

## Reprezentační kariéra
Terujuki Moniwa odehrál 9 reprezentačních utkání. S japonskou reprezentací se zúčastnil Mistrovství světa 2006.

## Statistiky
| Japonsko | Japonsko | Japonsko |
| Roky     | Záp.     | Góly     |
| -------- | -------- | -------- |
| 2003     | 2        | 0        |
| 2004     | 1        | 0        |
| 2005     | 4        | 1        |
| 2006     | 2        | 0        |
| Celkem   | 9        | 1        |